# Мястковский, Андрей Филиппович
Андрей Филиппович Мястковский (укр. Андрій Пилипович М'ястківський; 14 января 1924, с. Соколовка (ныне Крыжопольского района Винницкой области Украины) — 17 ноября 2003) — украинский советский поэт, прозаик, драматург и переводчик, песенник, педагог.

## Биография
Родился в крестьянской семье.
Участник Великой Отечественной войны. Фронтовой разведчик. За боевые заслуги был награждён медалью «За отвагу».
После окончания войны продолжил обучение в Тульчинской фельдшерской школе (1947). Работал сельским фельдшером, затем поступил на заочное обучение в Винницкий пединститут, который окончил в 1962. Учительствовал, затем перешёл на редакционно-издательскую работу. Работал в редакциях журналов и издательств.
В последние годы жизни стал инвалидом I группы, был прикован к постели, но литературного творчества не оставлял.
Умер в 2003 году.

## Творчество
Печататься начал до войны. На произведения начинающего поэта обратил внимание писатель Николай Руденко, который забрал у сельского фельдшера написанные от руки стихи, привез их в Киев, сам собственноручно перепечатал и отнес в издательство. В 1955 году появилась первая книга поэта «Над Бугом-рекой».
Андрей Мястковский — автор сборников новелл, романов, стихов, пьес. Писал для детей и взрослых. Всего опубликовал более сорока сборников поэзии и прозы, многочисленных текстов песен и переводов (с белорусского, молдавского, румынского, еврейского и других языков). Некоторые его стихи стали любимыми в народе песнями.

## Избранные произведения
Романы
- Жито на камені,
- Місяць вересень,
- Земля-не мачуха,
- Іван Отара

Сборники стихов
- Від землі (1957),
- Там, серед поля (1958),
- Обрії (1959),
- Тятива (1963),
- Літо вповні (1969),
- Переселення зірниць (1972),
- Таємниця вогню (1976),
- Руки над колосками (1977),
- Пізня райдуга (1984),
- Вечір дихає весною

Произведения для детей
- Киця прокидається,
- Кличемо горличку,
- Ходімо по райдузі,
- Острів зеленого селезня,
- Куди пішов дощик,
- Через вогонь,
- Фет Фрумос і Котигорошка
- Зайченятко в ямку впало,
- Зайчик місяця надгриз,
- Котики — воркотики,
- Паличка-стукалочка,
- Сама в хаті и др.

Удостоен Литературной премии имени Владимира Сосюры.